# Plotice obecná
Plotice obecná (Rutilus rutilus (Linnaeus, 1758)) je nedravá sladkovodní paprskoploutvá ryba z čeledi kaprovitých (Cyprinidae). Na území České republiky je dosti hojná a není pro ni zákonem stanovena nejmenší lovná míra. V rybářství a rybníkářství je považována za tzv. doprovodnou (starší označení plevelnou) rybu.

## Popis

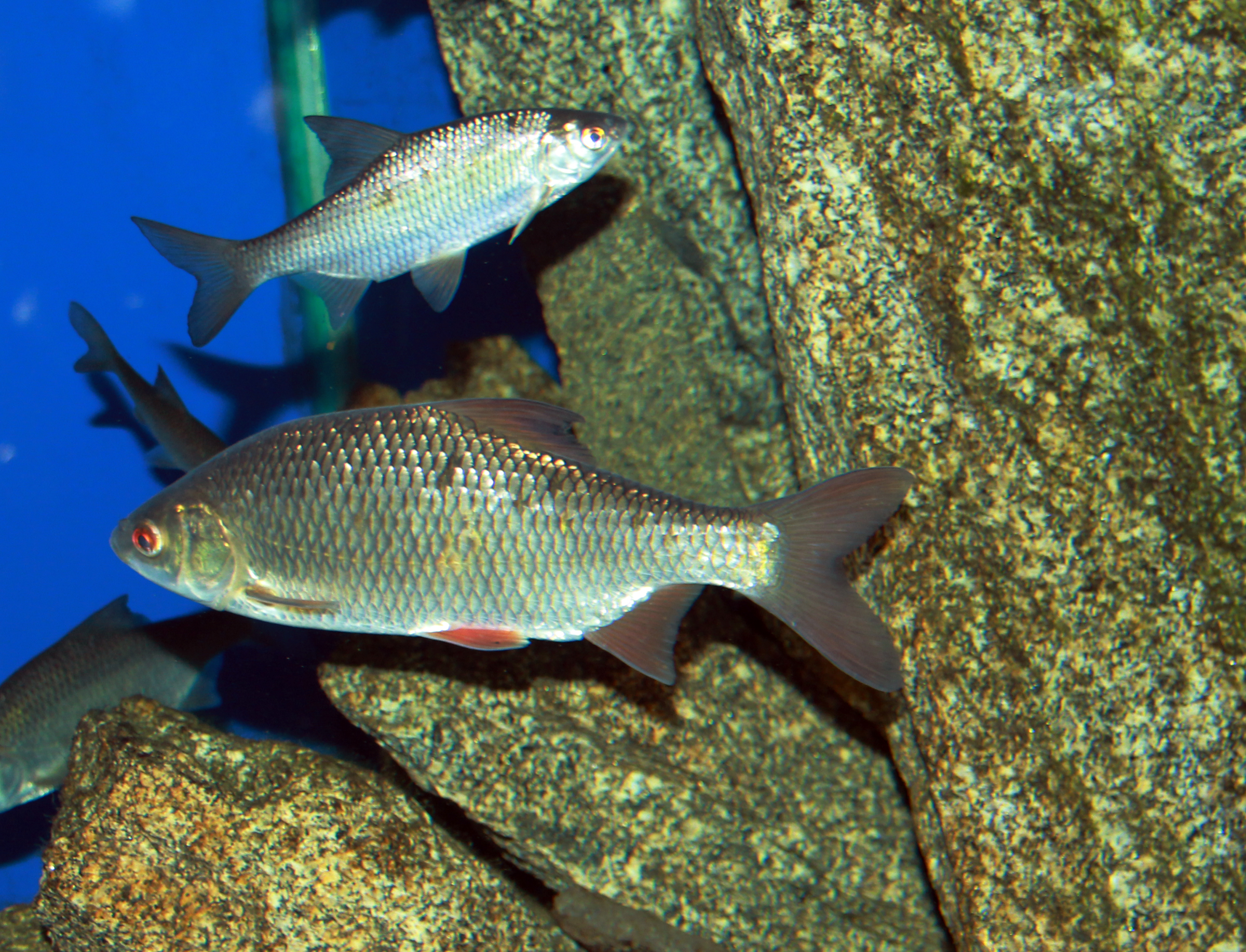
Na výstavě Pod hladinou Vltavy v Praze

Plotice má ze stran stříbrné až stříbro-bílé zbarvení a proto je typickým zástupcem tzv. bílých ryb. Má ze stran zploštělé tělo a tmavý hřbet. Ústa jsou koncová bez vousků. Břišní a prsní ploutve obvykle bývají zbarvené do červena. Někdy má červenou barvu i řitní ploutev. Naopak hřbetní a ocasní ploutev bývá zelenošedé barvy. Oko je cihlově červené. Spolehlivý rozpoznávací znak od ostatních podobných druhů ryb (např. perlína ostrobřichého) je postavení hřbetní ploutve a břišních ploutví v jedné vertikální rovině.
Plotice obvykle dorůstá do délky 15–30 cm a hmotnosti 0,25–0,30 kg. Největší ulovená plotice o hmotnosti 3,13 kg a délce 56 cm byla ulovena v Německu. Největší ulovená plotice v České republice byla zřejmě ulovena v roce 1985 v Labi a její délka činila 52 cm a hmotnost 2,1 kg.

## Pohlavní znaky
Samce od samic lze rozlišit pouze v období rozmnožování. Samci mají v období rozmnožování (tření) na hlavě a na bocích výraznou třecí vyrážku (bělavé epiteliální výrůstky), zatímco samice ji nemají vůbec nebo jen velmi slabě. Samice bývají větší a dožívají se i vyššího věku než samci, nicméně existuje velký překryv ve velikosti mezi oběma pohlavími a tak tento znak nelze spolehlivě využít k determinaci pohlaví.

## Rozšíření a ekologické nároky
Plotice obecná je eurytopní druh obývající širokou škálu typů vod od pstruhového pásma po brakické vody. Nejhojnější je v nížinných tocích. Její areál výskytu v Eurasii sahá severně od Pyrenejí až po povodí řeky Leny na východě. V České republice se vyskytuje na většině území. Plotice je značně přizpůsobivý druh a v rámci vodního tělesa, které obývá, využívá všechny dostupné habitaty. Jde o jeden z dominantních druhů tzv. kaprové fáze evropských údolních nádrží.

## Chování
Plotice se často zdržuje v hejnech a je poměrně plachá. Na přítomnost predátorů reaguje zvýšenou preferencí litorálního habitatu. Hejna plotic na volné vodě jsou dominována samicemi, což je dáno jejich nižším ohrožením ze strany predátorů vzhledem k větší velikosti samic ve srovnání se samci. Větší jedinci plotice loví zooplankton na otevřené vodě pomocí takzvaného sinusového plavání, kdy plavou vodním sloupcem nahoru a dolu, což zvyšuje kontrast mezi tělíčky zooplanktonu a světlou hladinou nebo tmavým dnem.

## Rozmnožování
Pohlavní dospělosti dosahují samci v 1 až 2 letech a samice o rok později. Ve vodách s nižší úživností může být nástup pohlavní dospělosti oddálen. Tření je závislé na teplotě vody a obvykle v našich podmínkách probíhá od začátku května do začátku června. K tření plotice preferují rostlinný substrát jako vodní rostliny, zatopené louky, ponořené kořeny atd., avšak spokojí se i s kamenitým či štěrkovým substrátem. Plodnost plotice je závislá zejména na velikosti samice, ale i úživnost prostředí má významný vliv. Obvykle se pohybuje v rozmezí od 30 000 – 100 000 jiker na jednu samici. Na rozdíl od cejna nebo oukleje, tření plotice probíhá pouze jednou za sezónu.
Plotice se může křížit s dalšími druhy kaprovitých ryb, zejména kříženci s cejnem velkým a perlínem ostrobřichým jsou častí. Kříženci s cejnkem malým nebo ouklejí obecnou jsou také životaschopní. Mateřským druhem kříženců je nejčastěji plotice.

## Potrava

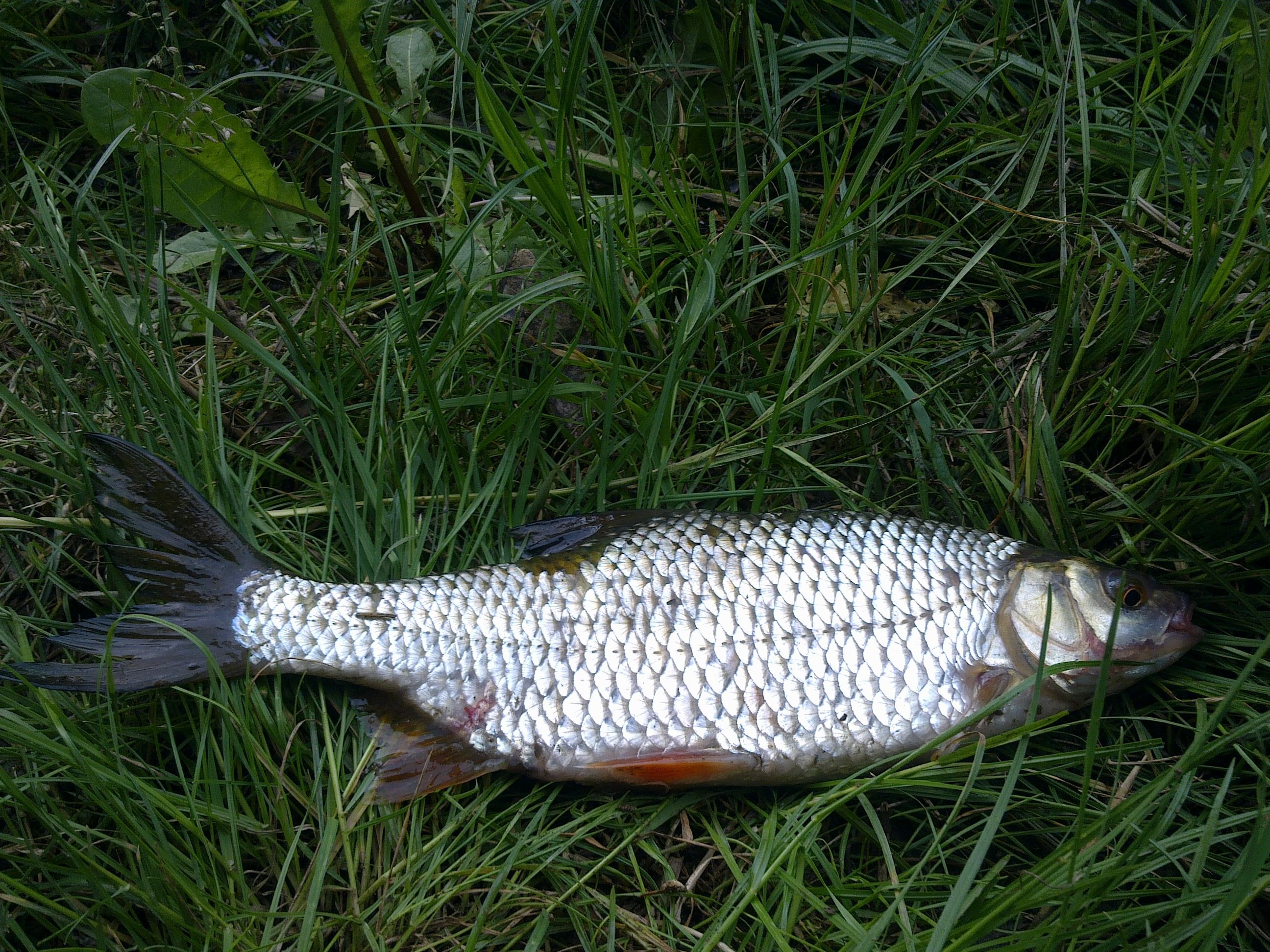
Bělka 32 cm

Plotice je všežravý druh s minimální potravní vybíravostí a obvykle využívá ty potravní složky, které jsou v danou chvíli součástí potravní nabídky. Využívá i potravní nabídku, která je málo využívaná ostatními druhy, jako je třeba vodní vegetace. S rostoucím věkem obvykle narůstá zastoupení vodní vegetace v potravě. Mladší exempláře se živí především zooplanktonem. V kaňonovitých údolních nádržích bývá dominantní složkou potravy zooplankton napříč všemi velikostními kategoriemi. Sportovní rybáři ji mohou chytit na různé druhy těstovin, kukuřici, hrách, kroupy, burizony, rohlík, chleba, ale také na larvy hmyzu.